# Lizardo Segundo Ugarte Bejarano
Lizardo Segundo Ugarte Bejarano (Arequipa, Perú, 1883 - 1941) fue un abogado, jurista y político peruano

## Apuntes biográficos
Nació en la ciudad de Arequipa, república del Perú, en 1883, hijo del Coronel Juan Vicente Ugarte Lobón y de María Bejarano Lasso de la Vega (familia que se asentó en dicha ciudad en 1540). Se casó con Graciela Catalina del Pino Tamayo y fue padre de tres hijos: Lizardo F. Ugarte del Pino (abogado, Oficial Mayor del Senado de la República), Graciela Ugarte del Pino, Alicia Victoria Ugarte del Pino y  Juan Vicente Ugarte del Pino (abogado, catedrático, magistrado, historiador…).

## Estudios
Realizó sus estudios primarios en el Colegio “Barros” de la ciudad de Lima y la educación secundaria en el Colegio Labarthe. En 1900, ingresó en la Universidad Mayor de San Marcos para realizar los cursos de Filosofía y Letras, Jurisprudencia, Ciencias Política y Administrativas. Obtuvo la “Constenta de Bachiller y fue sorteado en la de Doctor en esta Facultad, graduándose como abogado.

## Carrera política
Siguiendo la misma ideología política que su padre, partidario del Mariscal Andrés Avelino Cáceres (contrario a la cesión territorial a Chile con motivo de la derrota en la Guerra del Pacífico (1879-1883) y del caudillismo civil de D. Nicolás de Piérola, se inició en la vida pública como afiliado al Partido Constitucional. Fue elegido muy pronto secretario de la Directiva Central. Posteriormente fue adjunto de dicho partido en la Junta Electoral Nacional y, en el desempeño de ese cargo, fue el principal impulsor de la campaña de lucha para anular el fraude que pretendía imponer la candidatura de Aspíllaga, resultando triunfante su posicionamiento legal y siendo proclamado presidente D. Guillermo Billinghurts.
Continuando con su actividad política fue elegido diputado suplente, por la provincia de Urubamba (Cuzco) ante el Congreso Nacional en la que demostró la rectitud de su carácter, la fe en sus convicciones democráticas y por lo que se enfrentó a la política del presidente provisorio Gral. Benavides, oponiéndose a la ley de situación militar, por cuanto se entregaba el ejército a los mandos surgidos del “cuartelazo” que motivó la caída de Billinghurts.
En 1919 un nuevo golpe de Estado llevó al poder a Augusto B. Leguía y en las nuevas elecciones se presentó como candidato a Diputado por la provincia de Huarochirí por el partido Constitucional, siendo elegido mayoritariamente por el electorado, pero no pudo tomar posesión de su cargo al no permitirle el ingreso al Parlamento las fuerzas oficialistas. Este acontecimiento marcó el fin de su carrera política.

## Actividad como abogado
Desde 1910, en la calle Botica de San Pedro abrió su Estudio de Abogado, profesión en la que se inició bajo la dirección del prestigioso jurisconsulto Mariano N. Valcárcel. Se desempeñó como juez suplente de la ciudad de Lima y se distinguió por la defensa de los derechos y garantías constitucionales de los ciudadanos ante los excesos de los funcionarios policiales.
A la caída de la dictadura de Augusto B. Leguía fue defensor del ingeniero mecánico-eléctrico Fernando Reusche, acusado de enriquecimiento ilícito como adjudicatario de obras en el gobierno depuesto pero, se demostró que esta provenía en su raíz de los bienes de su esposa, como propietaria de la Hacienda “Talandraca”, en el norte del país. Este ingeniero fue propietario de la compañía “Todo Eléctrico”, que era la más grande dedicada a las instalaciones eléctricas en el país y realizó las obras de expansión eléctrica e iluminación de Lima, con motivo del centenario de la independencia (1921), así como, de las batallas de Junín y Ayacucho (1924) y otras en distintos lugares del Perú. También fue abogado del vocal supremo Óscar C. Barros y del que fuera ministro, diputado y luego senador, Celestino Manchego Muñoz, perseguidos por la vía judicial, por los mismos motivos políticos que el anterior.
Su prestigio fue muy grande entre la judicatura de la época, en la defensa de pleitos por su conocimiento de las leyes, la jurisprudencia y la elocuencia de sus informes. Publicó diversos estudios sobre derecho y economía política.

## Fallecimiento
En 1941 y en su residencia de la calle Marañón, del distrito limeño de El Rimac, falleció a los 58 años de edad.